# Сиви барски петлић
Сиви барски петлић (лат. Zapornia parva) је веома мала птица водених станишта птица из породице Rallidae. Parva је латински израз за „мали“. Ова врста је дуго била укључена у род Porzana, али је то промењено.

## Дистибуција
Станиште сивог барског петлића за гнежђење су тршћаци у Европи, углавном на истоку, и мало у западној Азији. Ова врста је миграторна, зимује у Африци.

## Опис
Са својих 18 - 20 цм по дужини, нешто су мањи од барског петлића, од кога се лако разликују по недостатку тамних пруга и белих мрља на боковима. Сиви барски петлић има кратак раван кљун жуте боје са црвеном основом. Сиви барски петлићи имају зелене ноге са дугим прстима и кратак реп који је са доње стране црно-бело пругаст. За разлику од других Zapornia петлића, ова врста има јак полни диморфизам: одрасли мужјаци имају углавном смеђе горње делове тела и плаво-сиву боју лица и доњег дела тела. Подсећају на симпатричну малог барског петлића (Zapornia pusilla), која има јако пругасте бокове и мало је мања. Женке имају браонкасто-жућкаст доњи део тела и сиве су само на лицу; сличније су америчком маскираном барском петлићу (Laterallus flaviventer) из америчких тропа. Незрели мали сиви барски петлићи су слични женкама, али имају бело лице и груди. Паперјасти птићи су црни, као и сви птићи барских кока.

## Исхрана
Ове птице испитују кљуном блато или плитку воду, а храну узимају тако што у блату виде плен. Углавном једу инсекте и водене животиње. Сиви барски петлићи су веома скровити током сезоне парења и тада се углавном више чују него што се виде. Лакше их је видети током миграције. Тада бучне птице, са лајавим куа зовом. Гнезде се на сувом месту у трсци, полажући 4–7 јаја .

## Заштита
Сиви барски петлић  је једна од врста на коју се примењује Споразум о очувању афричко-евроазијских птица селица водених станишта (AEWA).